# Osborne Reynolds
Osbourne Reynolds, angleški inženir in fizik, * 23. avgust 1842, Belfast, Severna Irska, † 21. februar 1912, Watchet, grofija Somerset, Anglija.
Kraljeva družba iz Londona mu je leta 1888 podelila svojo kraljevo medaljo.
Po njem se imenuje asteroid glavnega asteroidnega pasu 12776 Reynolds.